# Komitat Zágráb
Komitat Zágráb (węg. Zágráb vármegye, chorw. Zagrebačka županija) – komitat Królestwa Węgier i Trójjedynego Królestwa Chorwacji, Slawonii i Dalmacji. W 1910 roku liczył 512 675 mieszkańców, a jego powierzchnia wynosiła 7145 km². Jego stolicą był Zagrzeb.
Jego granice częściowo wyznaczały rzeki Sawa, Kupa i Una. Graniczył z komitatami Varasd, Belovár-Kőrös, Pozsega i Modrus-Fiume oraz Kondominium Bośni i Hercegowiny.